# George Niemann

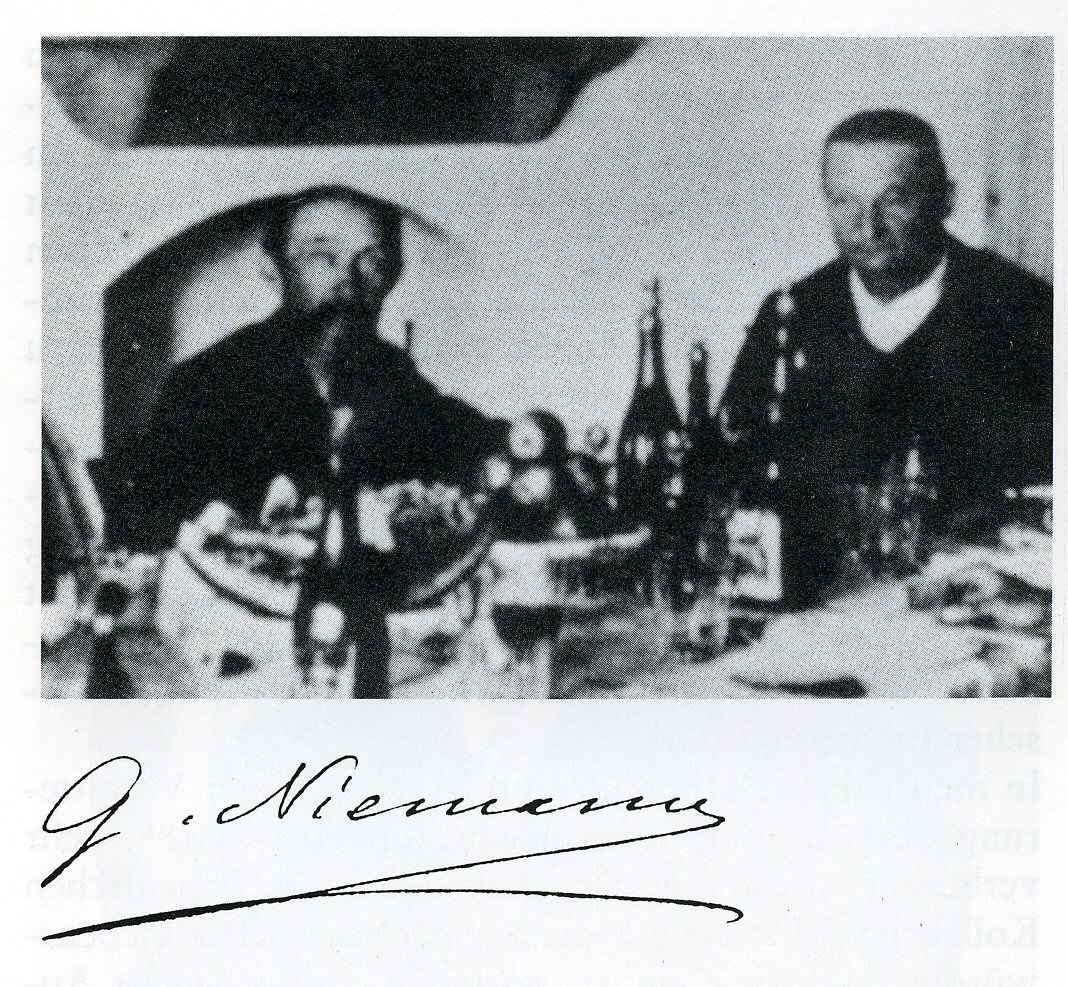
Niemann (links) und Otto Benndorf während der Ausgrabungen in Ephesos, 1896; darunter die Signatur Niemanns

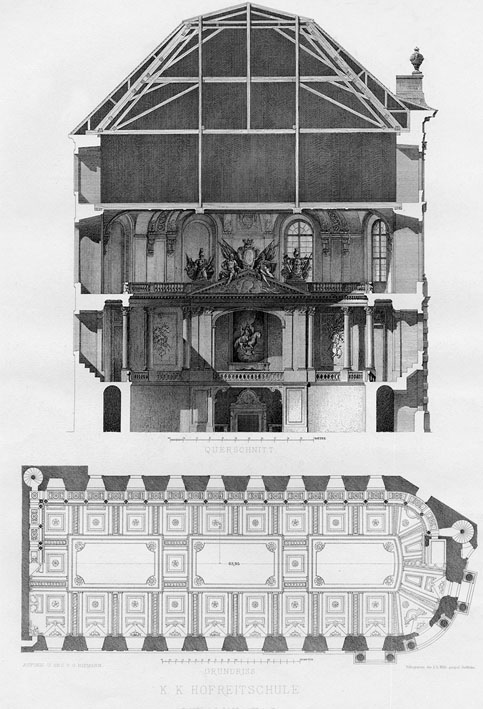
Querschnitt und Grundriss der Winterreitschule (aus: Palast-Bauten des Barockstils in Wien, 1883 ff.)

George Niemann, auch Georg Niemann, (* 12. Juli 1841 in Hannover; † 19. Februar 1912 in Wien) war ein deutsch-österreichischer Architekt, Bauforscher, Grafiker und Hochschullehrer. Er gilt als eine der Schlüsselfiguren der ersten bedeutenden Phase der österreichischen Archäologie.

## Leben und Forschungen
George Niemann,  Sohn des Oberstleutnants und Kriegszahlmeisters Heinrich Niemann geboren und Bruder des Schriftstellers August Niemann, studierte am Polytechnikum Hannover. Danach wurde er in Wien Schüler und später auch Mitarbeiter von Theophil von Hansen, 1870 schließlich Künstlerhaus-Mitglied. 1873 wurde er an der Wiener Kunstakademie Professor für Perspektive und architektonische Stillehre. Von 1903 bis 1905 war er dort Rektor.
Seine besondere Bedeutung gewann Niemann als Bauforscher während der ersten großen Unternehmungen Österreichs im Mittelmeerraum. 1873 und 1875 begleitete er Alexander Conze auf dessen Expeditionen nach Samothraki, an denen auch Otto Benndorf und Alois Hauser teilnahmen. Studienreisen führten ihn danach mit Benndorf nach Olympia und London. 1881 und 1882 folgten weitere Expeditionen, nun unter Benndorf, nach Kleinasien, insbesondere nach Karien und Lykien. 1884 und 1885 folgten weitere von Karl Lanckoroński geleitete Expeditionen nach Pisidien und Pamphylien, an der Eugen Petersen als Archäologe teilnahm. 1889/1890 begleitete er erneut Benndorf, nun nach Rumänien. Im Tropaeum Traiani bei Adamklissi führte er zusammen mit Grigore Tocilescu Bauaufnahmen durch, ebenso 1892 auf Betreiben von Lanckoroński am Dom von Aquileia. Seit 1893 gehörte er zu den ständigen Mitarbeitern der großen österreichischen Ephesos-Grabung. 1904 wurde er zudem von Wilhelm von Hartel mit der Bauaufnahme des Diokletianspalast in Split beauftragt. Noch 1910 folgte er dem Ruf Theodor Wiegands, um in Didyma den Apollon-Tempel zu bearbeiten. Letzte Arbeit vor seinem Tod 1912 war die am Nereidenmonument in Xanthos, die er noch beenden konnte. Er wurde am Ober Sankt Veiter Friedhof bestattet.

## Bedeutung und Nachwirkung
Niemann erlangte nicht nur als Architekt und Bauforscher Bekanntheit, sondern auch weit über die Altertumswissenschaften hinaus als Zeichner und Radierer. Er vermochte es, die wissenschaftlich-exakten Zeichenarbeiten der Bauaufnahmen mit künstlerischen Fähigkeiten zu verbinden. In vielen perspektivischen Ansichten und Rekonstruktionen der Grund- und Aufrisse schaffte er es, die Antike lebendig werden zu lassen. Besonders wertvoll waren seine Zeichnungen des Heroons von Trysa. Für dieses Bauwerk entwarf er auch ein Gebäude, das dieses ähnlich dem späteren Pergamonmuseum in Berlin als Architekturmuseum aufnehmen sollte. Es wurde jedoch nicht ausgeführt. Camillo Praschniker organisierte 1941 im Künstlerhaus Wien eine Ausstellung, die Originalzeichnungen Niemanns aus verschiedenen Archiven – Spalato, Parthenon, Didyma, Erechtheion und Ephesos – zeigten.

## Schriften (Auswahl)
- mit Alexander Conze und Alois Hauser: Archäologische Untersuchungen auf Samothrake. Band 1, Carl Gerold’s Sohn, Wien 1875 (Digitalisat).
- Handbuch der Linear-Perspektive für bildende Künstler. Stuttgart 1882. (2. Auflage 1902).
- mit Grigore Tocilescu, Otto Bendorf: Das Monument von Adamklissi, Tropaeum Traiani. Hoelder, Wien 1895.
- Der Palast Diokletians in Spalato. Im Auftrag des K.K. Ministeriums für Kultus und Unterricht aufgenommen und beschrieben von George Niemann. Hölder, Wien 1910.
  - Neuausgabe: Dioklecijanova palača u Splitu (= Knjiga mediterana, Band 39). Književni Krug, Split 2005, ISBN 953-163-260-X.
- Das Nereiden-Monument in Xanthos. Versuch einer Wiederherstellung. Hölzel, Wien 1921.
- Karl Lanckoroński (Hrsg.), unter Mitwirkung von Eugen Petersen und George Niemann: Städte Pamphyliens und Pisidiens. 2 Bände, Tempsky-Freytag, Wien / Prag / Leipzig 1890 und 1892. (als Nachdruck: Codex, Gundholzen 1975.)